# Фридрих Попс
Фридрих Попс (Београд, 25. новембар 1874 — Београд, 25. мај 1948) био је српски и југословенски адвокат, доктор правних наука и политичар, председник Јеврејске ашкенаске општине у Београду, председник Савеза јеврејских вероисповедних општина Југославије и потпредседник Друштва Свети Сава. Био је заменик председника Београдске општине (1920), кандидат за народног посланика Народне скупштине Краљевине Југославије у неколико наврата и члан Демократске странке.

## Биографија

### Образовање
Рођен је 25. новембра 1874. године у Београду, у породици ашкенаских Јевреја. Његов отац Самуило је био лекар и председник Ашкенаске општине, а мајка је била Каролина Бергер. Завршио је Прву мушку гимназију и годину дана похађао студије економије у Бечу, да би завршио студије права на Великој школи у Београду. Радио је у општинском суду и Министарству иностраних дела Краљевине Србије, да би од 1901. године отворио самосталну адвокатску канцеларију. Налазио се међу оснивачима ложе Бенеи Берит "Србија" 1911. године.
Учествовао је у Првом светском рату као резервни официр српске војске, а након Албанске голготе одлази у Швајцарску на лечење. Претходно је одликован Златном медаљом за храброст Милош Обилић. Боравак је искористио и да 1918. године докторира у Цириху.

### Међуратни период
Укључио се у политички живот по повратку у Београд 1919. године, као члан Демократске странке. Након локалних избора 1920. године, изабран је за одборника и заменика председника Београдске општине. Касније је више пута предлаган и за народног посланика Народне скупштине Краљевине Југославије.
Од 1910. до 1941. године је био председник Јеврејске ашкенаске општине у Београду. Као један од оснивача Савеза јеврејских вероисповедних општина Југославије 1919. године, изабран је за његовог првог потпредседника и председника Извршног одбора. На његову иницијативу и уз искључив ангажман, подигнута је синагога у Космајској улици. Имао је учешћа у доношењу Закона о верској заједници Јевреја у Краљевини Југославији 1929. године. Од 1933. до смрти 1948. године, Попс је био председник Савеза јеврејских општина. Такође, био је потпредседник Савеза циониста, али и Друштва Свети Сава, Југословенско-палестинског привредног комитета основаног 1933. године, члан Управног одбора Индустријске банке...
Са супругом Ружом је имао две кћерке - Елу, која је била удата за Милутина Ивковића - Милутинца, дерматолога и фудбалера СК Југославија и ФК БАСК, док је кћерка Олга била удата за Душана Тимотијевића (1903-1967), новинара Политике. Милутин и Ела су имали две кћерке, а она је преминула 1938. године од туберкулозе.
Уочи Другог светског рата, помагао је прихват и збрињавање јеврејских избеглица из Трећег рајха.

### Други светски рат
Након бомбардовања у Априлском рату, Фридрих Попс је са супругом напустио Београд и кренуо према Јадрану, али је стигао до Неретве и одлучио да се врати. Ухапшен је и отпремљен у Грац, те након мучења и испитивања враћен у Београд. Захваљујући кћерки Олги је успео да добије лажна документа са именима Јован и Ружа Зечевић, када се неколико пута селио на разне адресе. Током јесени 1942. године, извесни човек им је тражио мито да не би били пријављени Гестапоу. Премда су му платили тражену суму, поново се код њих појавио већ у пролеће наредне године. Тада је зет Милутин Ивковић интервенисао код свог предратног пријатеља Илије Параноса, шефа Специјалне полиције Управе града Београда, који је поцепао досије Јована и Руже Зечевић, пронашао уцењивача и казнио.
Због блискости са Комунистичком партијом, Милутин је око поноћи 24. маја 1943. године ухапшен и спроведен у Бањички логор, а наредног јутра стрељан у Јајинцима.

### Послератни период и смрт
Фридрих Попс је преживео рат и одмах по ослобођењу подузео је мере за обнову Савеза јеврејских општина. Умро је 25. маја 1948. у Београду, на исти дан када је пет година раније стрељан његов зет Милутин Ивковић.

## Одликовања
- Златна медаља за храброст (Краљевина Србија)